# Tracye McQuirter
Tracye McQuirter   (Washington DC) és una nutricionista de salut pública afroamericana, activista vegana, autora i conferenciant.

## Biografia
McQuirter es va criar a Washington DC i es va graduar a l'escola Sidwell Friends el 1984. Va obtenir la seva llicenciatura a l'Amherst College el 1988 i el seu màster en nutrició de salut pública (MPH) a la Universitat de Nova York l'any 2003.

## Carrera
L'actor i activista Dick Gregory va introduir McQuirter al vegetarianisme el 1986 quan va fer una xerrada sobre el tema a Amherst durant el seu segon any. Quan era jove, va passar un semestre a Kenya i va viure-hi experiències que la van fer decidir ser vegetariana. Durant el seu segon semestre, quan era estudiant d'intercanvi a la Universitat de Howard, va descobrir el que més tard va descriure com una "gran comunitat negra vegana i vegetariana a Washington DC". Aquest grup, que també va ser influenciat per Gregory i el seu llibre Dick Gregory's Natural Diet for Folks Who Eat: Cookin' With Mother Nature, li va ensenyar a ser vegana. Tanmateix, en aquell moment McQuirter assenyala que "no hi havia moltes opcions pel que fa a les botigues de queviures. No hi havia aliments integrals ... bàsicament havíem de cuinar-ho tot nosaltres mateixos."
McQuirter va cofundar "BlackVegetarians.com" (1996-1997), el primer lloc web vegà per i per a afroamericans. Segons el New York Times, el seu llibre de 2010, By Any Greens Necessary va contribuir a l'augment del veganisme entre els afroamericans entre el moment de la seva publicació i el 2017 (quan es va publicar l'article). A més, va ser coautora de la Guia d'iniciació per a vegans afroamericans el 2016 amb Farm Sanctuary, va ser nomenada com a "New Food Hero" pel Vegetarian Times el 2017, i el seu llibre de cuina vegana Ageless Vegan figurava com un dels "16 millors llibres de cuina saludables" del 2018 segons Self Magazine. El 2019, va ser incorporada al Saló de la Fama dels Drets dels Animals dels Estats Units i PBS la va nomenar "Woman Thought Leader".